# Бершер сир Вегр
Бершер сир Вегр (фр. Berchères-sur-Vesgre) насеље је и општина у централној Француској у региону Центар (регион), у департману Ер и Лоар која припада префектури Дре.
По подацима из 2011. године у општини је живело 826 становника, а густина насељености је износила 68,89 становника/km². Општина се простире на површини од 11,99 km². Налази се на средњој надморској висини од 167 метара (максималној 167 m, а минималној 77 m).

## Демографија
| 1962. | 1968. | 1975. | 1982. | 1990. | 1999. | 2011. |
| ----- | ----- | ----- | ----- | ----- | ----- | ----- |
| 361   | 428   | 485   | 648   | 684   | 712   | 826   |

График промене броја становника у току последњих година